# Baldramsdorf
Baldramsdorf ist eine Gemeinde mit 1846 Einwohnern (Stand 1. Jänner 2024) im Bezirk Spittal an der Drau in Österreich, im Bundesland Kärnten.

## Geographie
Die Gemeinde Baldramsdorf liegt wenige Kilometer westlich der Bezirkshauptstadt Spittal an der Drau. Das Gemeindegebiet nimmt den südlichen Teil des Lurnfelds ein und erstreckt sich vom Goldeck bis zur Drau.

### Gemeindegliederung
Das Gemeindegebiet ist in die Katastralgemeinden Baldramsdorf und Gschieß gegliedert und umfasst folgende zehn Ortschaften (in Klammern Einwohnerzahl Stand 1. Jänner 2024):
- Baldramsdorf (651)
- Faschendorf (54)
- Gendorf (298)
- Goldeck (0)
- Lampersberg (0)
- Oberaich (11)
- Rosenheim (340)
- Schüttbach (41)
- Schwaig (82)
- Unterhaus (369)

### Nachbargemeinden
| Lurnfeld      | Lendorf                                     | Seeboden            |
| Sachsenburg   | Kompassrose, die auf Nachbargemeinden zeigt | Spittal an der Drau |
| Kleblach-Lind |                                             | Stockenboi          |

## Geschichte

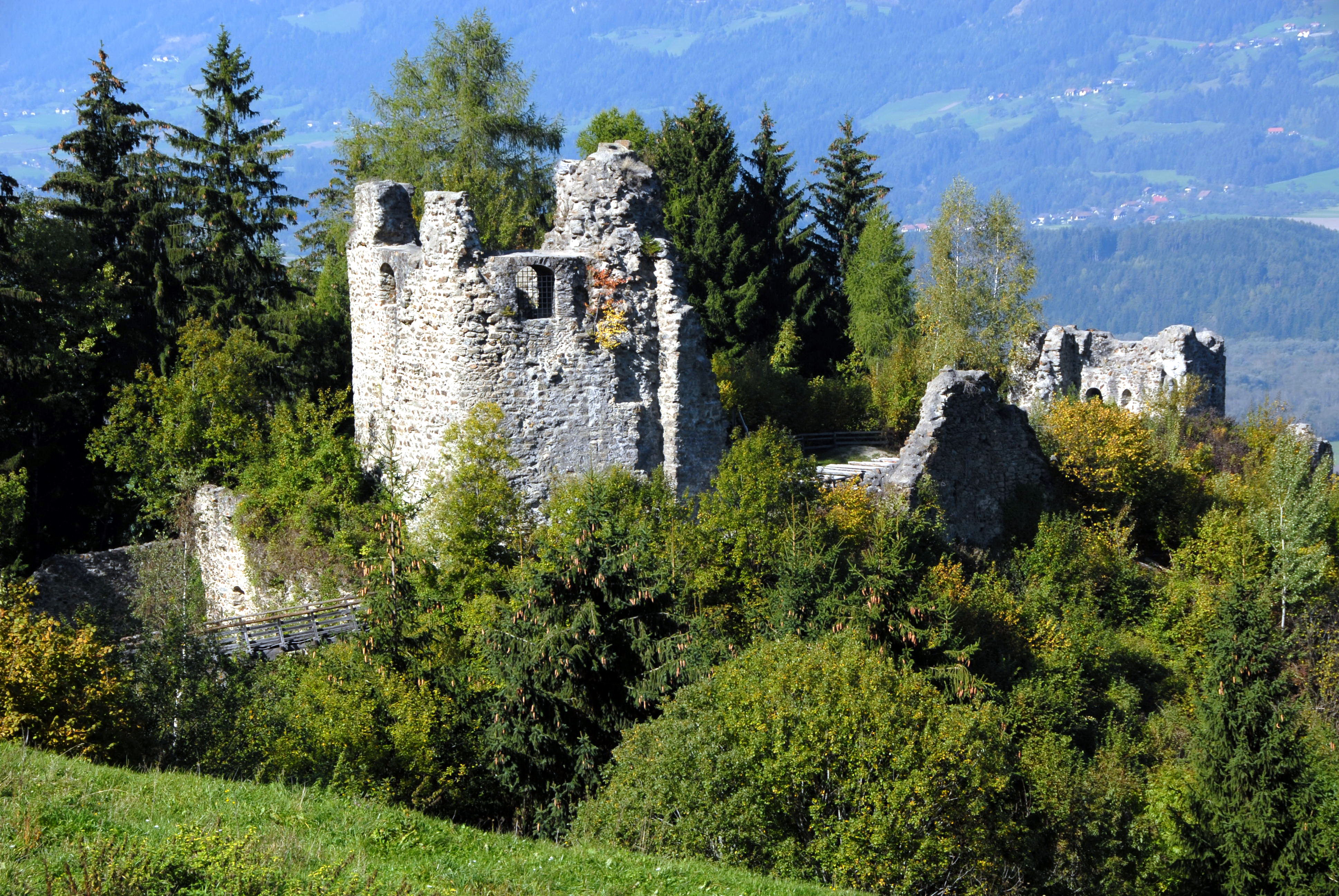
Ruine Ortenburg

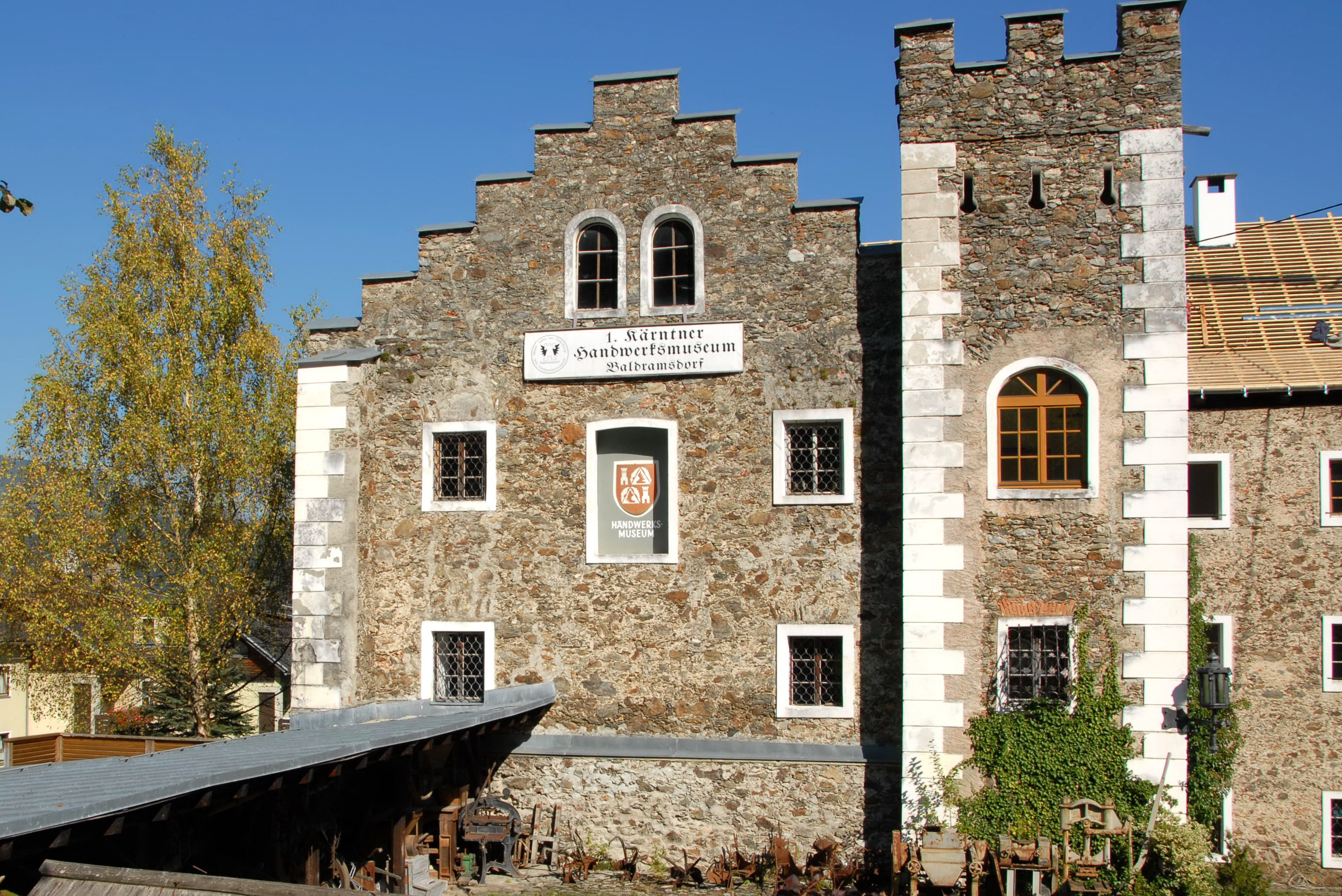
Schloss Ortenburg mit Handwerksmuseum

Die Geschichte von Baldramsdorf ist eng verbunden mit der Ortenburg. Diese auf einem Felsvorsprung südlich von Unterhaus stehende Burg wurde 1140 fertiggestellt. Besitzer waren die Grafen von Ortenburg, erstmals erwähnt wird ein Adalbert de Hortenburg im Jahr 1093 und wieder 1096.
Die Orte Baldramsdorf und Gschieß (heute Rosenheim) wurden in einer Schenkungsurkunde aus dem Jahr 1166 erstmals erwähnt. Darin unterzeichnen Henricus de Baltramisdorf und Henricus de Gesiesce als Zeugen. Die Herren von Gschieß bewohnten einen einfachen Turm am Berghang und waren Gefolgsleute der Grafen von Ortenburg. Als die Adelsfamilie von Rosenheim 1482 den Besitz übernahmen, bauten sie auf einer tiefer liegenden Wiese das Schloss Rosenheim. Mehrmals wechselten die Besitzer, 1935 wurden die Grundstücke an die umliegenden Bauern verkauft, das Schloss verfiel und wurde 1947 abgetragen.
Um das Jahr 1300 wird die dem hl. Martin geweihte Kirche in Baldramsdorf gebaut und die Pfarre von der Ortenburg hierher verlegt. Die Kirche wird 1522 erweitert und von Lorenz Rieder mit einem neuen Gewölbe versehen. Schon um 1500 wird auf dem Lampersberg eine dem hl. Lampertus geweihte spätgotische Kirche errichtet.
Im Ort Unterhaus wurde 1720 das „Kloster von Hannibal Alfons Forst Von Porcia“ erbaut. Es wuchs rasch und wurde ein Zentrum der Gegenreformation. Als Kaiser Josef II. eine weitere Aufnahme von Ordensbrüdern verbot, sank seine Bedeutung. Nach verschiedenen Besitzern gelangte das nun Paternschloss genannte Bauwerk 1938 in den Besitz der Gemeinde Baldramsdorf. Seit 1977 ist in seinen Räumen das erste Kärntner Handwerksmuseum untergebracht.
Baldramsdorf wurde 1851 selbständige Gemeinde. Erster Bürgermeister war Josef Lampersberger. Zehn Jahre später vorübergehend in die Großgemeinde Spittal eingegliedert, erlangt Baldramsdorf 1886 wieder die Eigenständigkeit.

### Bevölkerungsentwicklung
Zum Zeitpunkt der Volkszählung 2001 hatte Baldramsdorf 1.819 Einwohner, davon waren 97,9 % österreichische Staatsbürger.
| Baldramsdorf: Einwohnerzahlen von 1869 bis 2024     | Baldramsdorf: Einwohnerzahlen von 1869 bis 2024 | Baldramsdorf: Einwohnerzahlen von 1869 bis 2024 | Baldramsdorf: Einwohnerzahlen von 1869 bis 2024 | Baldramsdorf: Einwohnerzahlen von 1869 bis 2024 |
| --------------------------------------------------- | ----------------------------------------------- | ----------------------------------------------- | ----------------------------------------------- | ----------------------------------------------- |
| Jahr                                                |                                                 |                                                 |                                                 | Einwohner                                       |
| 1869                                                | 1869                                            |                                                 | 1.058                                           | 1.058                                           |
| 1880                                                | 1880                                            |                                                 | 1.130                                           | 1.130                                           |
| 1890                                                | 1890                                            |                                                 | 1.276                                           | 1.276                                           |
| 1900                                                | 1900                                            |                                                 | 1.112                                           | 1.112                                           |
| 1910                                                | 1910                                            |                                                 | 1.205                                           | 1.205                                           |
| 1923                                                | 1923                                            |                                                 | 1.137                                           | 1.137                                           |
| 1934                                                | 1934                                            |                                                 | 1.197                                           | 1.197                                           |
| 1939                                                | 1939                                            |                                                 | 1.197                                           | 1.197                                           |
| 1951                                                | 1951                                            |                                                 | 1.407                                           | 1.407                                           |
| 1961                                                | 1961                                            |                                                 | 1.502                                           | 1.502                                           |
| 1971                                                | 1971                                            |                                                 | 1.642                                           | 1.642                                           |
| 1981                                                | 1981                                            |                                                 | 1.740                                           | 1.740                                           |
| 1991                                                | 1991                                            |                                                 | 1.819                                           | 1.819                                           |
| 2001                                                | 2001                                            |                                                 | 1.819                                           | 1.819                                           |
| 2011                                                | 2011                                            |                                                 | 1.899                                           | 1.899                                           |
| 2021                                                | 2021                                            |                                                 | 1.836                                           | 1.836                                           |
| 2024                                                | 2024                                            |                                                 | 1.846                                           | 1.846                                           |
| Quelle(n): Statistik Austria, Gebietsstand 1.1.2021 |                                                 |                                                 |                                                 |                                                 |

### Religionen
85,0 % der Bevölkerung bekannten sich 2001 zur römisch-katholischen und 7,5 % zur evangelischen Kirche, 0,9 % waren islamischen Glaubens. 5,3 % waren ohne religiöses Bekenntnis.

## Kultur und Sehenswürdigkeiten

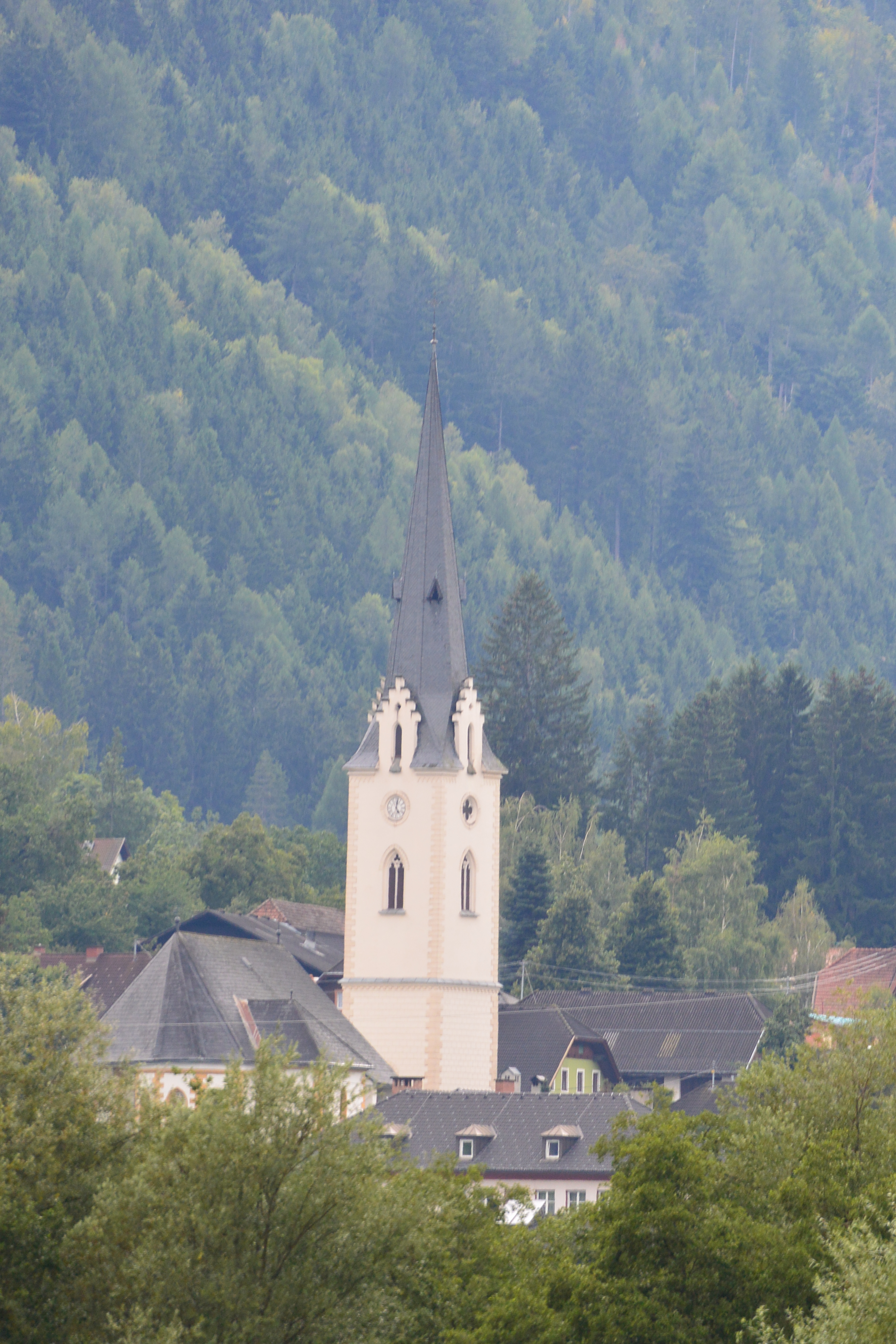
Pfarrkirche Baldramsdorf

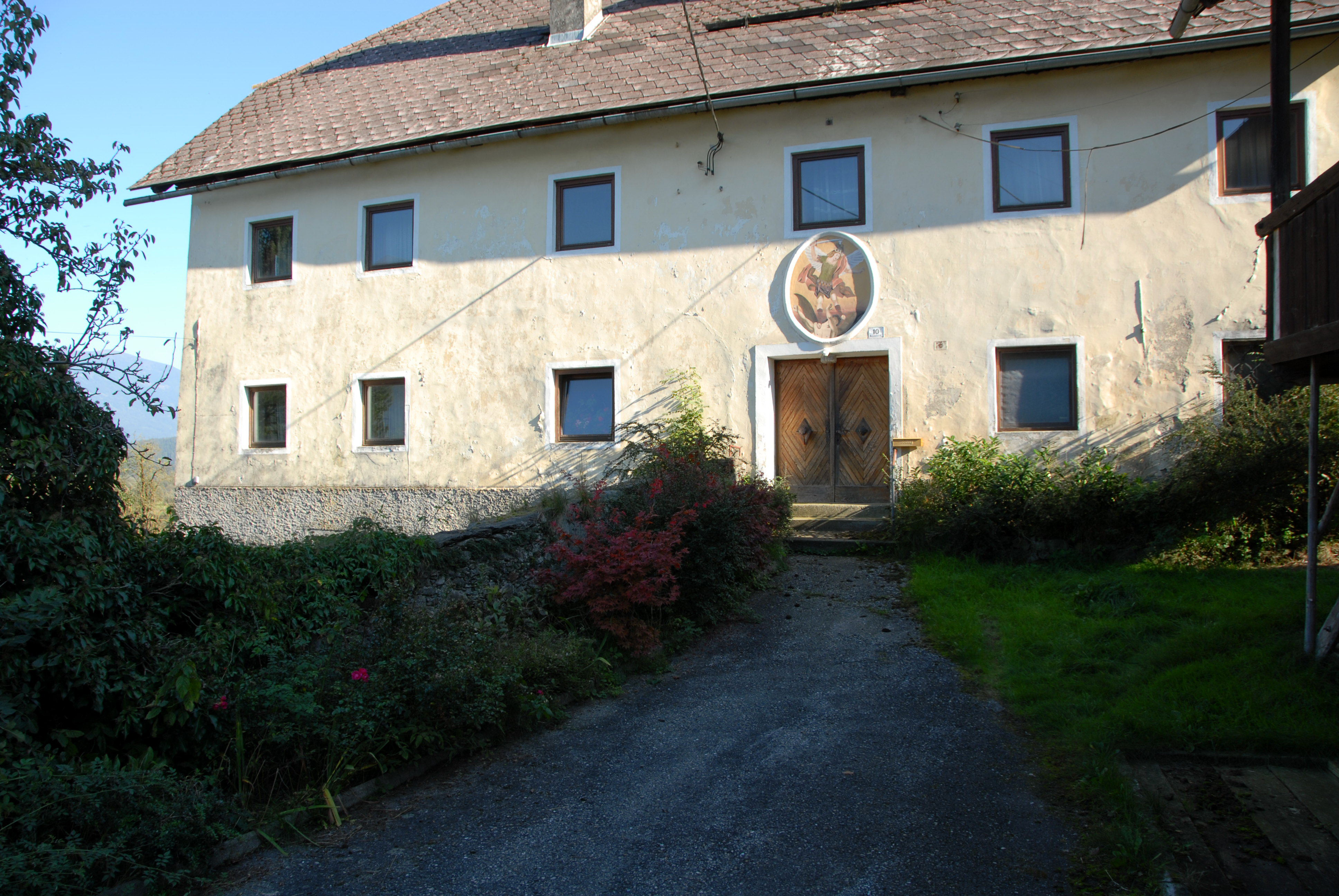
Herrenhaus mit Teilen der alten Burg in Rosenheim

- Ruine Ortenburg mit Marhube (Asphaltierte Auffahrt von Unterhaus)
- Herrenhaus in Rosenheim mit Teilen der alten Burg
- Schloss Ortenburg in Unterhaus. In den Gebäuden der Anlage, die seit 1938 im Besitz der Gemeinde sind, wurde im Jahr 1977 ein Handwerksmuseum und im Jahr 2015 eine China-Sammlung eröffnet.
- Katholische Pfarrkirche Baldramsdorf hl. Martin

## Wirtschaft und Infrastruktur

### Betriebe und Arbeitsplätze
Im Jahr 2021 gab es in der Gemeinde rund 188 Arbeitsplätze. Davon entfielen 40  auf die Landwirtschaft, 63 auf den Produktions- und 85 auf den Dienstleistungssektor. Die folgende Tabelle zeigt die Entwicklung der Betriebsanzahl und der Beschäftigten in den Wirtschaftssektoren:
| Wirtschaftssektor            | Anzahl Betriebe | Anzahl Betriebe | Anzahl Betriebe | Erwerbstätige | Erwerbstätige | Erwerbstätige |
| Wirtschaftssektor            | 2021            | 2011            | 2001            | 2021          | 2011          | 2001          |
| ---------------------------- | --------------- | --------------- | --------------- | ------------- | ------------- | ------------- |
| Land- und Forstwirtschaft 1) | 32              | 69              | 77              | 40            | 57            | 38            |
| Produktion                   | 21              | 19              | 7               | 63            | 45            | 39            |
| Dienstleistung               | 50              | 49              | 27              | 85            | 89            | 56            |

1) Betriebe mit Fläche in den Jahren 2010 und 1999, Arbeitsstätten im Jahr 2021

### Pendler
Von den fast 900 Erwerbstätigen, die in Baldsramsdorf wohnen, arbeiten 120 in der Gemeinde und 86 Prozent pendeln aus, bleiben aber überwiegend im Bezirk. Siebzig Personen aus der Umgebung kommen zur Arbeit nach Baldramsdorf (Stand 2011).

### Verkehr
- Straße: Die Orte der Gemeinde werden durch die Badramsdorfer Straße L5 verbunden. Sie führt im Westen nach Lendorf und im Osten nach Spittal an der Drau.
- Seilbahn: Im Gemeindegebiet befindet sich die Seilbahn auf das Goldeck.

## Politik

### Gemeinderat
Der Gemeinderat hat 15 Mitglieder.

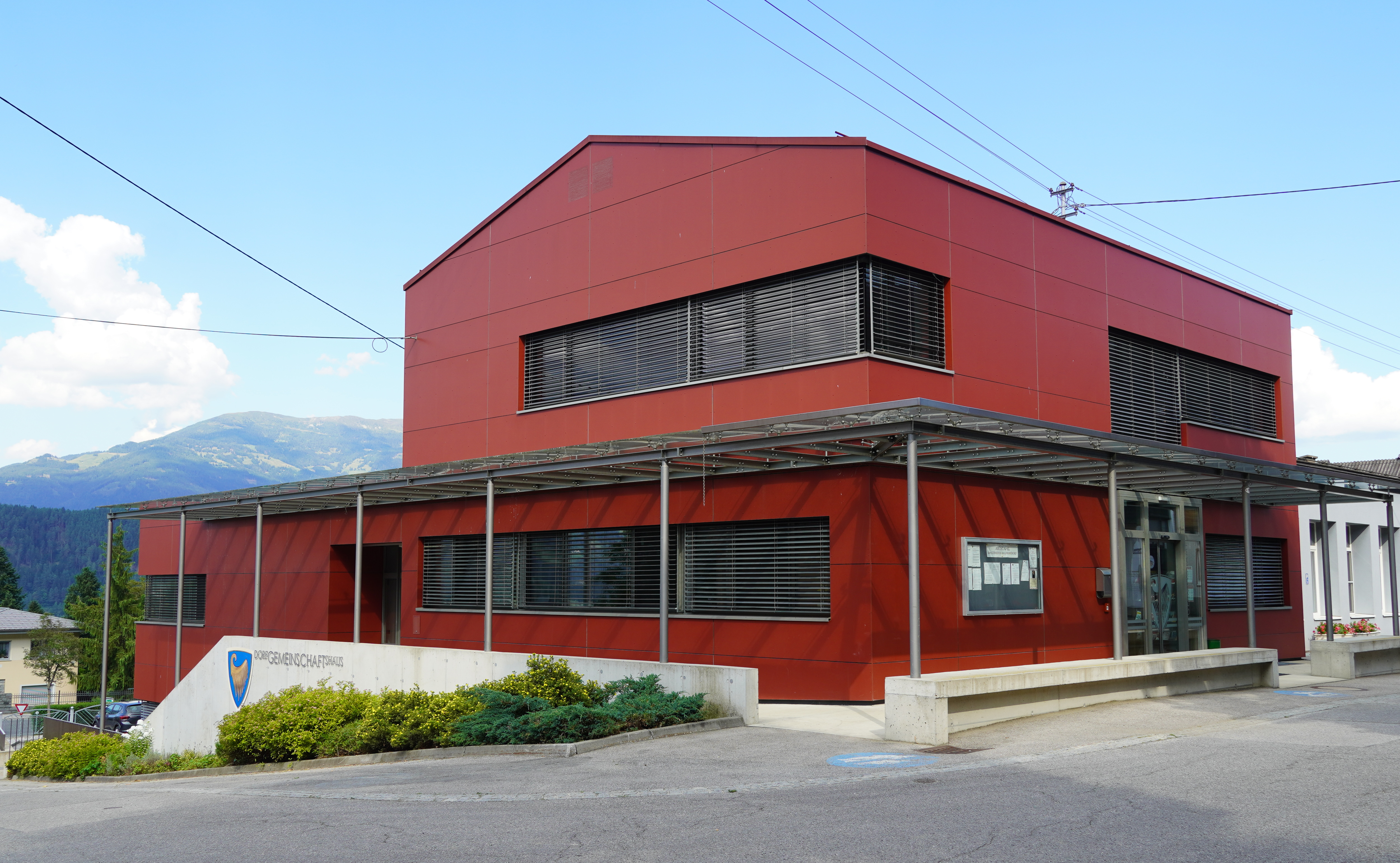
Gemeindeamt

- Mit den Gemeinderats- und Bürgermeisterwahlen in Kärnten 2003 hatte der Gemeinderat folgende Verteilung: 9 SPÖ, 3 ÖVP, und 3 FPÖ.[10]
- Mit den Gemeinderats- und Bürgermeisterwahlen in Kärnten 2009 hatte der Gemeinderat folgende Verteilung: 7 SPÖ, 6 BZÖ, und 2 ÖVP.[11]
- Mit den Gemeinderats- und Bürgermeisterwahlen in Kärnten 2015 hatte der Gemeinderat folgende Verteilung: 8 SPÖ, 4 Liste für Baldramsdorf, und 3 FPÖ.[12]
- Mit den Gemeinderats- und Bürgermeisterwahlen in Kärnten 2021 hat der Gemeinderat folgende Verteilung: 8 SPÖ, 4 Liste für Baldramsdorf, und 3 FPÖ.[13]

### Bürgermeister
- bis 2020 Heinrich Gerber (SPÖ)[14]
- seit 2020 Friedrich Paulitsch (SPÖ)[14][15]

### Wappen
Die Berechtigung zur Führung eines Wappens wurde der Gemeinde am 8. August 1966 anlässlich ihrer 800-Jahr-Feier der ersten urkundlichen Erwähnung verliehen. Das Wappen zeigt einen goldenen Engelsflügel auf blauem Grund und geht auf das Wappen der Grafen von Ortenburg zurück, das drei Engelsflügel zeigte.
Zur Entstehung des Wappens ist eine Sage überliefert. Laut dieser musste ein junger Graf eine Pilgerfahrt ins Heilige Land unternehmen und ein geweihtes Andenken als Liebesbeweis mitbringen, um eine Gräfin heiraten zu dürfen. Er brachte auch einen Span vom Kreuz Christi mit, jedoch ging dieser auf der Überfahrt über das Meer in einem Sturm verloren. Er kehrte nun betrübt zur Gräfin zurück und wollte ihr sein Scheitern gestehen, als sie ihm den Span zeigte. Diesen hatte ein Bote – der als Engel angesehen wurde – gebracht. Daraufhin heirateten die beiden und gründeten den Ort Spanheim. Aus den Spanheimern gingen die Ortenburger hervor.

## Persönlichkeiten

### Ehrenbürger
Die Gemeinde hat folgende Ehrenbürger ernannt:
- Josef Steiner, Nationalratsabgeordneter
- Franz Amlacher, Altbürgermeister
- Johann Steiner
- Karl Posch, Altbürgermeister
- Michael Taure, Altbürgermeister und Stadtamtsdirektor
- Franz Unterberger, Pfarrer

### Söhne und Töchter der Stadt
- Michael Amlacher (1882–1964), Kärntner Landtagsabgeordneter und Nationalratsabgeordneter
- Josef Steiner (1901–1973), Landwirt und Politiker, Nationalratsabgeordneter
- Günther Winkler (1929–2024), Jurist,  Universitätsprofessor in Wien
- Hans Gasser (* 1937), Landwirt und Politiker